# Nava (prowincja Sarema)
Nava – wieś w Estonii, w prowincji Sarema, w gminie Leisi.